# 五月一日経

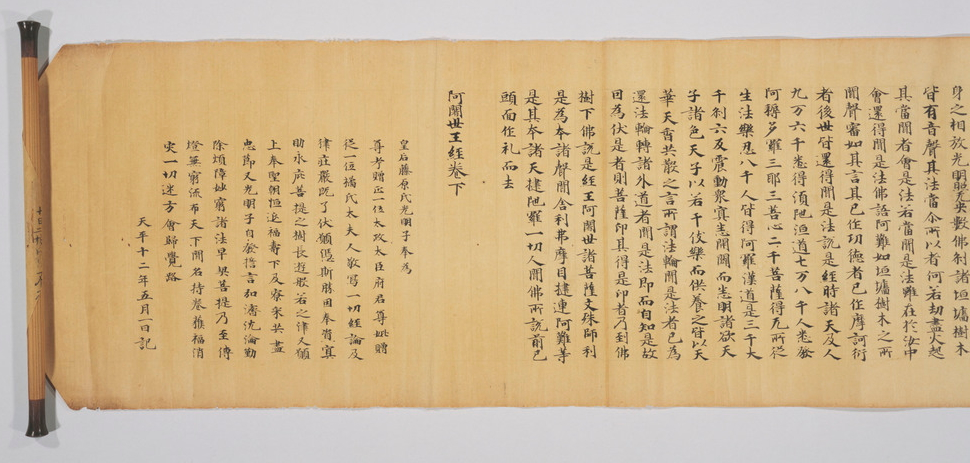
『五月一日経』のうち『阿闍世王経 巻下』の巻末

五月一日経（ごがつついたちきょう）とは、藤原安宿媛（光明子、光明皇后）が父藤原不比等、母県犬養橘三千代の菩提供養のために発願した一切経のことである。光明皇后願経とも呼ばれる。名称は天平12年（740年）5月1日の願文の日付によるものである。現在に伝わっている経巻が多く、奈良時代の写経の代表作である。

## 概要
『正倉院文書』によると、天平8年（736年）9月、玄昉が唐から将来した経典を底本にし、『開元釈教録』に基づく一切経5048巻を目標として始められ、同12年（740年）4月までに3531巻まで仕上がったことが知られている。5月9日より、5月1日の願文が写し加えられ、一切経の書写は未完成のまま中止になった。
翌13年（741年）閏3月より書写が再開され、以後は本文とともに願文が写され、14年の末には4561巻に達した。さらに翌15年（743年）5月からは『開元釈教録』にない章疏（仏教書）も写すことになり、諸大寺や学僧の蔵書を捜索して借用し、可能な限り経典を集める方針に変更され、天平勝宝8歳（756年）まで続けられ、総巻数約7000巻に及んだようである。
以上のうち、現在に伝わっている経巻は、正倉院聖語蔵に750巻分が伝わっており、巷間に流出したものは約200巻であり、『正倉院文書』の中の手実より、写経生の名前を知ることができる。
五月一日経は、皇后宮職の隅寺・中島の写経所→東院写一切経所→福寿寺写一切経所→金光明寺一切経所→造東大寺司所属の東大寺写経所と発展していった写経所で、ほかの一切経や大量の写経とは区別され、「常写」・「常疏」として、20年間にわたり一貫して書写され続けてきた。この一切経は、校生によって再校まで行われ、天平勝宝7歳（755年）から薬師寺・大安寺・元興寺・興福寺などでさらに校勘が加えられて、重跋本として伝えられているものもある。